# Гьозтепе (Кадикьой)
Гьозтепе (тур. Göztepe) — мікрорайон у районі Кадикьой, Стамбул, Туреччина. 
Назва, яка буквально означає «пагорб очей», була придумана на честь Гьозджу Баби («Батько-Вартовий»), прізвисько сторожа дервішського будиночка, розташованого на пагорбі. 

Мікрорайон в анатолійській частині Стамбула межує на півдні з Сахіліолу (береговою лінією) і Мармуровим морем, на півночі з Мердівенкьой, на сході з Еренкьой і на заході з Чифтехавузлар.
Через Гьозтепе пролягає головна вулиця анатолійської частини Стамбула — Багдадський проспект. 
Міський парк Гьозтепе — найзеленіша зона вздовж Багдадського проспекту, яка охоплює 10 000 м². 

## Історія
Терен зазнав розвитку наприкінці існування Османської імперії під час правління султана Абдул-Гаміда II (1876–1909) як резиденція високопосадовців суду. 
У західній частині області оселилися заможні левантійці та інші немусульмани. 
Дерев’яні особняки в розкішних садах були побудовані в Гьозтепе та околицях. 
У передмісті також були ферми та квартири, що також забезпечували двір своєю продукцією. 

Залізнична станція Гьозтепе є четвертою зупинкою від станції Хайдарпаша на приміській лінії Хайдарпаша-Гебзе. 
Її відкриття відбулося після створення Багдадської залізниці та сприяло подальшому заселенню в цьому районі. 

У першій половині 20 століття територія була заселена переважно як літній курорт. 
Попри те, що після пожеж багато історичних дерев’яних особняків замінили сучасними будівлями, невелика кількість з них все ще існує. 

Після будівництва шосе D.100 проходить на північ від Гьозтепе, околиці виросли в цьому напрямку на луках. 

## Освіта
- Вища школа Гьозтепе-Іхсан-Куршуноглу-Анадолу[7]
- Середня школа для дівчат Еренкьой
- Середня школа Єсілбахар (закрита)[8]
- Початкова школа Гьозтепе[9]
- Початкова школа Ілхамі Ахмед Орнекал[10]
- Середня школа Фенербахче Анадолу[11]
- Вища школа Кадикьой-Гьозтепе-Воджатіонал та Теджхніджал-Анадолу[12]
- Середня школа Фаїк Решит Унат[13]
- Середня школа Алі Хайдар Ерсой[14]
- Вища школа образотворчого мистецтва Стамбул Авні Акьол[15]
- Центр науки та мистецтва Кадикьой[16]

## Заклади та місця поруч
- Стамбульський музей іграшок[en] був заснований і керований поетом і письменником Сунай Акін[en].[5]
- Залізнична станція Гьозтепе
- Парк Свободи Селамичешме[17]
- Парк Гьозтепе[tr]
- Ринок Гьозтепе
- Мечеть Тютюнджю Мехмет Ефенді
- Синагога Каддебостан[en][18]
- Спортивні споруди Гьозтепе[19]
- Hilal S.K.[en]
- Пожежна частина Єренькой[20]